# Canale di Sant'Antonio (Sebenico)
Il canale di Sant'Antonio (in croato kanal Sv. Ante) è il braccio di mare lungo la costa dalmata, in Croazia, che porta alla città di Sebenico e alla foce della Cherca. Si trova nella regione di Sebenico e Tenin.

## Geografia
Il canale di Sant'Antonio, lungo un miglio e mezzo, parte dal canale di Sebenico (Šibenski kanal) e da quel tratto di mare detto Porta di Sebenico (Šibenska vrata), che divide le isole di Provicchio e Zlarino, e termina nell'insenatura del porto di Sebenico (luka Šibenik). L'ingresso occidentale del canale è tra punta Sant'Andrea (rt Jadrija), che era in origine un isolotto ed ora è collegato alla terraferma, e il forte di San Nicolò, collegato anch'esso a un isolotto (Školjić) che a sua volta è collegato alla terraferma.
A est il canale termina in corrispondenza di punta Santa Croce (rt Sv. Križ o rt Burnji Turan), sul lato settentrionale, e punta Turan (rt Južni Turan), chiamata anche punta Paclena o Forte Torre, su quello opposto. Si nota nelle antiche stampe (vedi immagine) che ambedue le punte erano fortificate e sono ancora visibili i resti di antiche torri del XVI secolo.
Data la poca ampiezza del canale di Sant'Antonio (200 m in media), è stato dotato di fari di segnalazione su ogni scoglio, secca, punta o promontorio:
- scoglio Rosni[16][4] (hrid Ročni)[17], 220 m a sud-est di punta Sant'Andrea 43°43′12″N 15°51′08″E;
- punta Sant'Andrea[18];
- forte San Nicolò[19];
- punta Debeli[20] che divide baia Siscenica[4] (uvala Sićenica) da porto Schizzo[10] (uvala Čapljena);
- punta Šenišna[21], di fronte a punta Debeli;
- punta Baba[22] (rt Baba)[23], sulla costa settentrionale; con di fronte un altro faro[24] sulla costa meridionale;
- punta Santa Croce[25];
- punta Turan[26];
- secca Paclena (pličina Paklena)[27] roccia affiorante a ridosso di punta Turan 43°43′43.38″N 15°53′03.84″E.

Le coste del canale sono frastagliate e ci sono tre insenature riparate, adatte all'ancoraggio: baia Siscenica, porto Schizzo e valle Škar (uvala Škar), quest'ultima compresa tra forte San Nicolò e punta Šenišna. Nel 2013 è stato aperta una passeggiata che costeggia il canale lunga 4,4 km e che porta anche alla cappella di Sant'Antonio che si trova in una grotta (špilja sv. Ante).

### Cartografia
- (HR) Mappa topografica della Croazia 1:25000, su preglednik.arkod.hr. URL consultato il 27 febbraio 2017.
- G. Giani, Carta prospettiva delle Comuni censuarie della Dalmazia, foglio 6, 1839. Fondo Miscellanea cartografica catastale, Archivio di Stato di Trieste.
- Carta di cabottaggio del mare Adriatico, foglio VII, Milano, Istituto geografico militare, 1822-1824. URL consultato l'11 agosto 2017 (archiviato dall'url originale il 13 aprile 2013).